# Campeonato Europeo Femenino Sub-17 de la UEFA 2015-16
El Campeonato Europeo Femenino Sub-17 de la UEFA 2016 es la novena edición de este torneo organizado por la UEFA. Fue la tercera edición en que la final se realizó fuera de Nyon, Suiza ya que en esta oportunidad se realizó en Bielorrusia. Cada partido tiene una duración de 80 minutos, que consiste en dos mitades de 40 minutos, con un intervalo de 15 minutos.
Igual que las anteriores ediciones celebradas en años pares, el torneo actúa como la fase de clasificación de la UEFA para la Copa Mundial Femenina de Fútbol Sub-17.
Los tres mejores equipos del torneo se clasificarán para la Copa Mundial Femenina de Fútbol Sub-17 de 2016, a celebrarse en Jordania.

## Ronda de Clasificación
Cuarenta y cuatro selecciones participarán en esta ronda. Habrá once grupos de cuatro países cada uno. Quienes ocupen el primer y segundo lugar de cada grupo, se clasificarán para jugar la Ronda Élite.
Clasificadas directamente para la segunda ronda de clasificación: Alemania y Francia, por tener mejor coeficiente.
Clasificada directamente para la fase final: Bielorrusia (anfitriona)
El sorteo se realizó el 19 de noviembre de 2014 en Nyon, Suiza.

### Grupo 1
País anfitrión: Turquía
| Equipo  | Pts | PJ | PG | PE | PP | GF | GC | Dif |
| ------- | --- | -- | -- | -- | -- | -- | -- | --- |
| Irlanda | 9   | 3  | 3  | 0  | 0  | 13 | 0  | +13 |
| Ucrania | 6   | 3  | 2  | 0  | 1  | 12 | 3  | 9   |
| Turquía | 3   | 3  | 1  | 0  | 2  | 5  | 4  | 1   |
| Andorra | 0   | 3  | 0  | 0  | 3  | 0  | 23 | -23 |

| 15 de octubre de 2015 | Turquía | 5 : 0 | Andorra | Altınordu Selçuk Efes Tesisleri 4, Izmir, Turquía |  |
|                       |         |       |         | Árbitro(s): Hannelore Onsea, Bélgica              |  |

| 15 de octubre de 2015 | República de Irlanda | 3 : 0 | Ucrania | Altınordu Selçuk Efes Tesisleri 4, Izmir, Turquía |  |
|                       |                      |       |         | Árbitro(s): Valentina Garoffolo, Italia           |  |

| 17 de octubre de 2015 | República de Irlanda | 7 : 0 | Andorra | Altınordu Selçuk Efes Tesisleri 4, Izmir, Turquía |  |
|                       |                      |       |         | Árbitro(s): Nadezhda Belcheva, Bulgaria           |  |

| 17 de octubre de 2015 | Ucrania | 1 : 0 | Turquía | Altınordu Selçuk Efes Tesisleri 4, Izmir, Turquía |  |
|                       |         |       |         | Árbitro(s): Hannelore Onsea, Bélgica              |  |

| 20 de octubre de 2015 | Turquía | 0 : 3 | República de Irlanda | Altınordu Selçuk Efes Tesisleri 4, Izmir, Turquía |  |
|                       |         |       |                      | Árbitro(s): Valentina Garoffolo, Italia           |  |

| 20 de octubre de 2015 | Andorra | 0 : 11 | Ucrania | Altınordu Selçuk Efes Tesisleri 5, Izmir, Turquía |  |
|                       |         |        |         | Árbitro(s): Nadezhda Belcheva, Bulgaria           |  |

### Grupo 2
País anfitrión: Kazajistán
| Equipo     | Pts | PJ | PG | PE | PP | GF | GC | Dif |
| ---------- | --- | -- | -- | -- | -- | -- | -- | --- |
| Austria    | 9   | 3  | 3  | 0  | 0  | 6  | 0  | +6  |
| Escocia    | 4   | 3  | 1  | 1  | 1  | 4  | 3  | +1  |
| Letonia    | 2   | 3  | 0  | 2  | 1  | 1  | 2  | -1  |
| Kazajistán | 1   | 3  | 0  | 1  | 2  | 1  | 7  | -6  |

| 11 de octubre de 2015 | Escocia | 0 : 0 | Letonia | Namyz Stadium, Shymkent, Kazajistán      |  |
|                       |         |       |         | Árbitro(s): Yuliya Larionova, Azerbaiyán |  |

| 11 de octubre de 2015 | Austria | 2 : 0 | Kazajistán | Namyz Stadium, Shymkent, Kazajistán |  |
|                       |         |       |            | Árbitro(s): Dilek Koçbay, Turquía   |  |

| 13 de octubre de 2015 | Austria | 1 : 0 | Letonia | Namyz Stadium, Shymkent, Kazajistán     |  |
|                       |         |       |         | Árbitro(s): Aleksandra Česen, Eslovenia |  |

| 13 de octubre de 2015 | Kazajistán | 0 : 4 | Escocia | Namyz Stadium, Shymkent, Kazajistán      |  |
|                       |            |       |         | Árbitro(s): Yuliya Larionova, Azerbaiyán |  |

| 16 de octubre de 2015 | Escocia | 0 : 3 | Austria | BIIK Stadium, Shymkent, Kazajistán |  |
|                       |         |       |         | Árbitro(s): Dilek Koçbay, Turquía  |  |

| 16 de octubre de 2015 | Letonia | 1 : 1 | Kazajistán | Namyz Stadium, Shymkent, Kazajistán     |  |
|                       |         |       |            | Árbitro(s): Aleksandra Česen, Eslovenia |  |

### Grupo 3
País anfitrión: Portugal
| Equipo   | Pts | PJ | PG | PE | PP | GF | GC | Dif |
| -------- | --- | -- | -- | -- | -- | -- | -- | --- |
| España   | 9   | 3  | 3  | 0  | 0  | 19 | 1  | 18  |
| Grecia   | 6   | 3  | 2  | 0  | 1  | 9  | 6  | 3   |
| Portugal | 3   | 3  | 1  | 0  | 2  | 2  | 5  | -3  |
| Armenia  | 0   | 3  | 0  | 0  | 3  | 0  | 18 | -18 |

| 23 de octubre de 2015 | España | 9 : 0 | Armenia | Municipal de Abrantes, Abrantes, Portugal |  |
|                       |        |       |         | Árbitro(s): Ifeoma Kulmala, Finlandia     |  |

| 23 de octubre de 2015 | Grecia | 1 : 0 | Portugal | Municipal Doutor Alves Vieira, Torres Novas, Portugal |  |
|                       |        |       |          | Árbitro(s): Cathrine Eide, Noruega                    |  |

| 25 de octubre de 2015 | Armenia | 0 : 8 | Grecia | Municipal de Abrantes, Abrantes, Portugal |  |
|                       |         |       |        | Árbitro(s): Cathrine Eide, Noruega        |  |

| 25 de octubre de 2015 | España | 4 : 1 | Portugal | Complexo Desportivo do Bonito, Entroncamento, Portugal |  |
|                       |        |       |          | Árbitro(s): Vera Opeykina, Rusia                       |  |

| 28 de octubre de 2015 | Grecia | 0 : 6 | España | Complexo Desportivo do Bonito, Entroncamento, Portugal |  |
|                       |        |       |        | Árbitro(s): Ifeoma Kulmala, Finlandia                  |  |

| 28 de octubre de 2015 | Portugal | 1 : 0 | Armenia | Municipal, Fátima, Portugal      |  |
|                       |          |       |         | Árbitro(s): Vera Opeykina, Rusia |  |

### Grupo 4
País anfitrión: Estonia
| Equipo     | Pts | PJ | PG | PE | PP | GF | GC | Dif |
| ---------- | --- | -- | -- | -- | -- | -- | -- | --- |
| Inglaterra | 7   | 3  | 2  | 1  | 0  | 28 | 2  | +26 |
| Polonia    | 7   | 3  | 2  | 1  | 0  | 17 | 2  | +15 |
| Croacia    | 1   | 3  | 0  | 1  | 2  | 0  | 18 | -18 |
| Estonia    | 1   | 3  | 0  | 1  | 2  | 0  | 23 | -23 |

| 1 de octubre de 2015 | Polonia | 10 : 0 | Estonia | Tallin, Kadriorg, Estonia              |  |
|                      |         |        |         | Árbitro(s): Ruzanna Petrosyan, Armenia |  |

| 1 de octubre de 2015 | Inglaterra | 13 : 0 | Croacia | Rakvere, Rakvere, Estonia       |  |
|                      |            |        |         | Árbitro(s): Sandra Strub, Suiza |  |

| 3 de octubre de 2015 | Polonia | 5 : 0 | Croacia | Rakvere, Rakvere, Estonia           |  |
|                      |         |       |         | Árbitro(s): Olga Tereshko, Bulgaria |  |

| 3 de octubre de 2015 | Estonia | 0 : 13 | Inglaterra | A. Le Coq Arena, Tallin, Estonia |  |
|                      |         |        |            | Árbitro(s): Sandra Strub, Suiza  |  |

| 6 de octubre de 2015 | Croacia | 0 : 0 | Estonia | Kadriorg, Tallin, Estonia           |  |
|                      |         |       |         | Árbitro(s): Olga Tereshko, Bulgaria |  |

| 6 de octubre de 2015 | Inglaterra | 2 : 2 | Polonia | Rakvere, Rakvere, Estonia              |  |
|                      |            |       |         | Árbitro(s): Ruzanna Petrosyan, Armenia |  |

### Grupo 5
País anfitrión: Macedonia
| Equipo               | Pts | PJ | PG | PE | PP | GF | GC | Dif |
| -------------------- | --- | -- | -- | -- | -- | -- | -- | --- |
| Italia               | 9   | 3  | 3  | 0  | 0  | 14 | 0  | 14  |
| Irlanda del Norte    | 4   | 3  | 1  | 1  | 1  | 3  | 5  | -2  |
| Bosnia y Herzegovina | 2   | 3  | 0  | 2  | 1  | 1  | 6  | -5  |
| Macedonia del Norte  | 1   | 3  | 0  | 1  | 2  | 1  | 8  | -7  |

| 28 de septiembre de 2015, 11:00 | Italia | 5 : 0 | Bosnia y Herzegovina | FFM Training Centre, Skopje, Macedonia |  |
|                                 |        |       |                      | Árbitro(s): Beatriz Gil Gozalo, España |  |

| 28 de septiembre de 2015, 11:00 | Irlanda del Norte | 3 : 0 | Macedonia | Boris Trajkovski, Skopje, Macedonia       |  |
|                                 |                   |       |           | Árbitro(s): Jurgita Mačikunytė, Lithuania |  |

| 30 de septiembre de 2015, 11:00 | Italia | 4 : 0 | Macedonia | Boris Trajkovski, Skopje, Macedonia |  |
|                                 |        |       |           | Árbitro(s): Biljana Lucić, Serbia   |  |

| 30 de septiembre de 2015, 11:00 | Bosnia y Herzegovina | 0 : 0 | Irlanda del Norte | FFM Training Centre, Skopje, Macedonia    |  |
|                                 |                      |       |                   | Árbitro(s): Jurgita Mačikunytė, Lithuania |  |

| 3 de octubre de 2015, 11:00 | Irlanda del Norte | 0 : 5 | Italia | FFM Training Centre, Skopje, Macedonia |  |
|                             |                   |       |        | Árbitro(s): Beatriz Gil Gozalo, España |  |

| 3 de octubre de 2015, 11:00 | Macedonia | 1 : 1 | Bosnia y Herzegovina | Boris Trajkovski, Skopje, Macedonia |  |
|                             |           |       |                      | Árbitro(s): Biljana Lucić, Serbia   |  |

### Grupo 6
País anfitrión: Bélgica
| Equipo          | Pts | PJ | PG | PE | PP | GF | GC | Dif |
| --------------- | --- | -- | -- | -- | -- | -- | -- | --- |
| Bélgica         | 9   | 3  | 3  | 0  | 0  | 20 | 2  | 18  |
| República Checa | 6   | 3  | 2  | 0  | 1  | 19 | 5  | 14  |
| Azerbaiyán      | 3   | 3  | 1  | 0  | 2  | 6  | 5  | 1   |
| Georgia         | 0   | 3  | 0  | 0  | 3  | 0  | 33 | -33 |

| 29 de septiembre de 2015 | República Checa | 4 : 1 | Azerbaiyán | Académie Robert Louis-Dreyfus, Lieja, Bélgica |  |
|                          |                 |       |            | Árbitro(s): Ewa Augustyn, Polonia             |  |

| 29 de septiembre de 2015 | Bélgica | 15 : 0 | Georgia | Académie Robert Louis-Dreyfus, Lieja, Bélgica |  |
|                          |         |        |         | Árbitro(s): Silvia Domingos, Portugal         |  |

| 1 de octubre de 2015 | Georgia | 0 : 13 | República Checa | Kehrweg, Eupen, Bélgica           |  |
|                      |         |        |                 | Árbitro(s): Ewa Augustyn, Polonia |  |

| 1 de octubre de 2015 | Bélgica | 1 : 0 | Azerbaiyán | Kehrweg, Eupen, Bélgica                |  |
|                      |         |       |            | Árbitro(s): Charlotte Carpenter, Gales |  |

| 4 de octubre de 2015 | Azerbaiyán | 5 : 0 | Georgia | Kehrweg, Eupen, Bélgica                |  |
|                      |            |       |         | Árbitro(s): Charlotte Carpenter, Gales |  |

| 4 de octubre de 2015 | República Checa | 2 : 4 | Bélgica | Académie Robert Louis-Dreyfus, Lieja, Bélgica |  |
|                      |                 |       |         | Árbitro(s): Silvia Domingos, Portugal         |  |

### Grupo 7
País anfitrión: Hungría
| Equipo    | Pts | PJ | PG | PE | PP | GF | GC | Dif |
| --------- | --- | -- | -- | -- | -- | -- | -- | --- |
| Dinamarca | 9   | 3  | 3  | 0  | 0  | 9  | 0  | 9   |
| Hungría   | 6   | 3  | 2  | 0  | 1  | 5  | 2  | 3   |
| Gales     | 3   | 3  | 1  | 0  | 2  | 5  | 5  | 0   |
| Israel    | 0   | 3  | 0  | 0  | 3  | 0  | 12 | -12 |

| 10 de octubre de 2015 | Dinamarca | 5 : 0 | Israel | Király Sportcentre, Szombathely, Hungría |  |
|                       |           |       |        | Árbitro(s): Angelika Soeder, Alemania    |  |

| 10 de octubre de 2015 | Hungría | 2 : 1 | Gales | Bük, Bük, Hungría                         |  |
|                       |         |       |       | Árbitro(s): Irena Velevačkoska, Macedonia |  |

| 12 de octubre de 2015 | Dinamarca | 3 : 0 | Gales | Király Sportcentre, Szombathely, Hungría       |  |
|                       |           |       |       | Árbitro(s): Bojana Tošic, Bosnia y Herzegovina |  |

| 12 de octubre de 2015 | Israel | 0 : 3 | Hungría | Bük, Bük, Hungría                         |  |
|                       |        |       |         | Árbitro(s): Irena Velevačkoska, Macedonia |  |

| 15 de octubre de 2015 | Hungría | 0 : 1 | Dinamarca | Bük, Bük, Hungría                     |  |
|                       |         |       |           | Árbitro(s): Angelika Soeder, Alemania |  |

| 15 de octubre de 2015 | Gales | 4 : 0 | Israel | Bük, Bük, Hungría                              |  |
|                       |       |       |        | Árbitro(s): Bojana Tošic, Bosnia y Herzegovina |  |

### Grupo 8
País anfitrión: Rumania
| Equipo     | Pts | PJ | PG | PE | PP | GF | GC | Dif |
| ---------- | --- | -- | -- | -- | -- | -- | -- | --- |
| Suecia     | 9   | 3  | 3  | 0  | 0  | 18 | 1  | 17  |
| Rusia      | 6   | 3  | 2  | 0  | 1  | 7  | 2  | 5   |
| Eslovaquia | 3   | 3  | 1  | 0  | 2  | 6  | 6  | 0   |
| Rumania    | 0   | 3  | 0  | 0  | 3  | 0  | 22 | -22 |

| 12 de octubre de 2015 | Suecia | 3 : 1 | Eslovaquia | Football Centre FRF, Buftea, Rumania      |  |
|                       |        |       |            | Árbitro(s): Julia-Stefanie Baier, Austria |  |

| 12 de octubre de 2015 | Rusia | 4 : 0 | Rumanía | Football Centre Mogosoaia Pitch 2, Bucarest, Rumania |  |
|                       |       |       |         | Árbitro(s): Sarah Garratt, Inglaterra                |  |

| 14 de octubre de 2015 | Eslovaquia | 0 : 3 | Rusia | Football Centre FRF, Buftea, Rumania  |  |
|                       |            |       |       | Árbitro(s): Sarah Garratt, Inglaterra |  |

| 14 de octubre de 2015 | Suecia | 13 : 0 | Rumania | Football Centre Mogosoaia Pitch 2, Bucarest, Rumania |  |
|                       |        |        |         | Árbitro(s): Justina Lavrenovaite, Lituania           |  |

| 17 de octubre de 2015 | Rusia | 0 : 2 | Suecia | Football Centre FRF, Buftea, Rumania      |  |
|                       |       |       |        | Árbitro(s): Julia-Stefanie Baier, Austria |  |

| 17 de octubre de 2015 | Rumanía | 0 : 5 | Eslovaquia | Football Centre Mogosoaia Pitch 2, Bucarest, Rumania |  |
|                       |         |       |            | Árbitro(s): Justina Lavrenovaite, Lituania           |  |

### Grupo 9
País anfitrión: Serbia
| Equipo    | Pts | PJ | PG | PE | PP | GF | GC | Dif |
| --------- | --- | -- | -- | -- | -- | -- | -- | --- |
| Suiza     | 6   | 3  | 2  | 0  | 1  | 9  | 2  | 7   |
| Serbia    | 6   | 3  | 2  | 0  | 1  | 8  | 4  | 4   |
| Eslovenia | 6   | 3  | 2  | 0  | 1  | 3  | 4  | -1  |
| Lituania  | 0   | 3  | 0  | 0  | 3  | 3  | 13 | -10 |

| 16 de octubre de 2015 | Suiza | 6 : 1 | Lituania | FK Srem, Jakovo, Serbia                 |  |
|                       |       |       |          | Árbitro(s): Dimitrina Milkova, Bulgaria |  |

| 16 de octubre de 2015 | Serbia | 3 : 0 | Eslovenia | Sports Center of FA of Serbia, Stara Pazova, Serbia |  |
|                       |        |       |           | Árbitro(s): Ana Aguiar, Portugal                    |  |

| 18 de octubre de 2015 | Suiza | 0 : 1 | Eslovenia | Sports Center of FA of Serbia, Stara Pazova, Serbia |  |
|                       |       |       |           | Árbitro(s): Sabayel Gurbanova, Azerbaiyán           |  |

| 18 de octubre de 2015 | Lituania | 1 : 5 | Serbia | Sports Center of FA of Serbia, Stara Pazova, Serbia |  |
|                       |          |       |        | Árbitro(s): Ana Aguiar, Portugal                    |  |

| 21 de octubre de 2015 | Serbia | 0 : 3 | Suiza | Sports Center of FA of Serbia, Stara Pazova, Serbia |  |
|                       |        |       |       | Árbitro(s): Dimitrina Milkova, Bulgaria             |  |

| 21 de octubre de 2015 | Eslovenia | 2 : 1 | Lituania | Sports Center of FA of Serbia, Stara Pazova, Serbia |  |
|                       |           |       |          | Árbitro(s): Sabayel Gurbanova, Azerbaiyán           |  |

### Grupo 10
País anfitrión: Bulgaria
| Equipo       | Pts | PJ | PG | PE | PP | GF | GC | Dif |
| ------------ | --- | -- | -- | -- | -- | -- | -- | --- |
| Noruega      | 7   | 3  | 2  | 1  | 0  | 23 | 1  | 22  |
| Países Bajos | 7   | 3  | 2  | 1  | 0  | 15 | 1  | 14  |
| Bulgaria     | 3   | 3  | 1  | 0  | 2  | 4  | 14 | -10 |
| Moldavia     | 0   | 3  | 0  | 0  | 3  | 0  | 26 | -26 |

| 23 de octubre de 2015 | Noruega | 14 : 0 | Moldavia | Kaliakra, Kavarna, Bulgaria          |  |
|                       |         |        |          | Árbitro(s): Frida Nielsen, Dinamarca |  |

| 23 de octubre de 2015 | Holanda | 6 : 0 | Bulgaria | Albena 1, Albena, Bulgaria            |  |
|                       |         |       |          | Árbitro(s): Rebecca Welch, Inglaterra |  |

| 25 de octubre de 2015 | Moldavia | 0 : 8 | Holanda | Albena 1, Albena, Bulgaria        |  |
|                       |          |       |         | Árbitro(s): Reelika Turi, Estonia |  |

| 25 de octubre de 2015 | Bulgaria | 0 : 8 | Noruega | Kaliakra, Kavarna, Bulgaria          |  |
|                       |          |       |         | Árbitro(s): Frida Nielsen, Dinamarca |  |

| 28 de octubre de 2015 | Bulgaria | 4 : 0 | Moldavia | Kaliakra, Kavarna, Bulgaria          |  |
|                       |          |       |          | Árbitro(s): Frida Nielsen, Dinamarca |  |

| 28 de octubre de 2015 | Noruega | 1 : 1 | Holanda | Albena 1, Albena, Bulgaria        |  |
|                       |         |       |         | Árbitro(s): Reelika Turi, Estonia |  |

### Grupo 11
País anfitrión: Montenegro
| Equipo      | Pts | PJ | PG | PE | PP | GF | GC | Dif |
| ----------- | --- | -- | -- | -- | -- | -- | -- | --- |
| Finlandia   | 9   | 3  | 3  | 0  | 0  | 18 | 0  | 18  |
| Islandia    | 6   | 3  | 2  | 0  | 1  | 11 | 2  | 9   |
| Montenegro  | 3   | 3  | 1  | 0  | 2  | 3  | 9  | -6  |
| Islas Feroe | 0   | 3  | 0  | 0  | 3  | 1  | 22 | -21 |

| 22 de octubre de 2015 | Islandia | 3 : 0 | Montenegro | Gradski Stadion Podgorica, Podgorica, Montenegro |  |
|                       |          |       |            | Árbitro(s): Virginie Derouaux, Bélgica           |  |

| 22 de octubre de 2015 | Finlandia | 11 : 0 | Islas Feroe | Stadion Braće Velašević, Danilovgrad, Montenegro |  |
|                       |           |        |             | Árbitro(s): Chryso Georgiou, Chipre              |  |

| 24 de octubre de 2015 | Islandia | 8 : 0 | Islas Feroe | Stadion Braće Velašević, Danilovgrad, Montenegro |  |
|                       |          |       |             | Árbitro(s): Liliya Hasanova, Kazajistán          |  |

| 24 de octubre de 2015 | Montenegro | 0 : 5 | Finlandia | Gradski Stadion Podgorica, Podgorica, Montenegro |  |
|                       |            |       |           | Árbitro(s): Chryso Georgiou, Chipre              |  |

| 27 de octubre de 2015 | Finlandia | 2 : 0 | Islandia | Stadion Braće Velašević, Danilovgrad, Montenegro |  |
|                       |           |       |          | Árbitro(s): Virginie Derouaux, Bélgica           |  |

| 27 de octubre de 2015 | Islas Feroe | 1 : 3 | Montenegro | Training Camp, Podgorica, Montenegro    |  |
|                       |             |       |            | Árbitro(s): Liliya Hasanova, Kazajistán |  |

## Ronda Élite
El sorteo se realizó el 13 de noviembre de 2015 en Nyon, Suiza. 
Pasan a la siguiente ronda las ganadoras de grupo, junto a Bielorrusia.

### Grupo 1
País anfitrión:  Austria
| Equipo   | Pts | PJ | PG | PE | PP | GF | GC | Dif |
| -------- | --- | -- | -- | -- | -- | -- | -- | --- |
| Alemania | 9   | 3  | 3  | 0  | 0  | 9  | 1  | +8  |
| Austria  | 4   | 3  | 1  | 1  | 1  | 8  | 7  | +1  |
| Suiza    | 4   | 3  | 1  | 1  | 1  | 7  | 6  | +1  |
| Rusia    | 0   | 3  | 0  | 0  | 3  | 1  | 11 | -10 |

| 19 de marzo de 2016, 11:00 | Alemania               | 2:0 (1:0) | Suiza | Estadio Lindabrunn, Enzesfeld-Lindabrunn, Austria |                            |
|                            | Minge 25' · Müller 65' |           |       | Árbitro(s): Cristina Bujor                        | Árbitro(s): Cristina Bujor |

| 19 de marzo de 2016, 15:00 | Austria                                                    | 4:0 (2:0) | Rusia | Moser Medical Arena, Rohrendorf bei Krems, Austria |                                |
|                            | Krumböck 23' · Pireci 39' · Scharnböck 59' · Bachler 80+1' |           |       | Árbitro(s): Jurgita Mačikunytė                     | Árbitro(s): Jurgita Mačikunytė |

| 21 de marzo de 2016, 11:00 | Alemania                                                 | 3:0 (2:0) | Rusia | Estadio Lindabrunn, Enzesfeld-Lindabrunn, Austria |                                 |
|                            | Tanja Pawollek 18' · Giulia Gwinn 57' · Janina Minge 65' |           |       | Árbitro(s): Marta Huerta De Aza                   | Árbitro(s): Marta Huerta De Aza |

| 21 de marzo de 2016, 15:00 | Suiza                                                          | 3:3 (2:3) | Austria                                                       | Moser Medical Arena, Rohrendorf bei Krems, Austria |                                |
|                            | Géraldine Reuteler 28' · Lara Marti 31' · Leandra Schegg 90+4' |           | Besijana Pireci 13' · Laura Krumböck 24' · Jennifer Klein 43' | Árbitro(s): Jurgita Mačikunytė                     | Árbitro(s): Jurgita Mačikunytė |

| 24 de marzo de 2016, 15:00 | Austria     | 1:4 (0:0) | Alemania                        | Moser Medical Arena, Rohrendorf bei Krems, Austria |                            |
|                            | Klein 80+1' |           | Stolze 55' 67' 69' · Stolze 56' | Árbitro(s): Cristina Bujor                         | Árbitro(s): Cristina Bujor |

| 24 de marzo de 2016, 15:00 | Rusia     | 1:4 (1:4) | Suiza                                            | Estadio Lindabrunn, Enzesfeld-Lindabrunn, Austria |                                 |
|                            | Ruzina 7' |           | Schegg 9' (Pen.) 23' · Schegg 16' · Schuling 36' | Árbitro(s): Marta Huerta De Aza                   | Árbitro(s): Marta Huerta De Aza |

### Grupo 2
País anfitrión:  Irlanda del Norte
| Equipo            | Pts | PJ | PG | PE | PP | GF | GC | Dif |
| ----------------- | --- | -- | -- | -- | -- | -- | -- | --- |
| España            | 9   | 3  | 3  | 0  | 0  | 11 | 0  | +11 |
| Dinamarca         | 6   | 3  | 2  | 0  | 1  | 11 | 2  | +9  |
| Irlanda del Norte | 1   | 3  | 0  | 1  | 2  | 0  | 9  | -9  |
| Ucrania           | 1   | 3  | 0  | 1  | 2  | 0  | 11 | -11 |

| 22 de marzo de 2016, 17:00 | España                                                        | 4:0 (2:0) | Ucrania | Estadio Solitude, Belfast, Irlanda del Norte |                         |
|                            | Lorena Navarro 32' · Paula Fernández 45' 51' · Laia Muñoz 70' |           |         | Árbitro(s): Ivana Vlaić                      | Árbitro(s): Ivana Vlaić |

| 22 de marzo de 2016, 14:00 | Dinamarca                                                         | 4:0 (2:0) | Irlanda del Norte | Estadio Seaview, Belfast, Irlanda del Norte |                               |
|                            | Agnete Nielsen 3' · Karen Holmgaard 60' 79' · Kamilla Karlsen 64' |           |                   | Árbitro(s): Sabayel Gurbanova               | Árbitro(s): Sabayel Gurbanova |

| 24 de marzo de 2016, 17:00 | España                                                      | 5:0 (3:0) | Irlanda del Norte | Estadio Solitude, Belfast, Irlanda del Norte |                                  |
|                            | Eizaguirre 11' 14' · Gutiérrez 26' · Lorena Navarro 41' 72' |           |                   | Árbitro(s): Andromachi Tsiofliki             | Árbitro(s): Andromachi Tsiofliki |

| 24 de marzo de 2016, 14:00 | Ucrania | 0:7 (0:3) | Dinamarca                                                                                              | Estadio Seaview, Belfast, Irlanda del Norte |                               |
|                            |         |           | Nielsen 5' · S. Holmgaard 29' 77' · Tingleff 43' · Kjærsig Sunesen 48' · Larsen 54' (Pen.) · Svava 80' | Árbitro(s): Sabayel Gurbanova               | Árbitro(s): Sabayel Gurbanova |

| 27 de marzo de 2016, 15:00 | Dinamarca | 0:2 (0:2) | España                   | Estadio Mill Meadow, Castledawson, Irlanda del Norte |                         |
|                            |           |           | Andújar 15' · Blanco 35' | Árbitro(s): Ivana Vlaić                              | Árbitro(s): Ivana Vlaić |

| 27 de marzo de 2016, 15:00 | Irlanda del Norte | 0:0 | Ucrania | Estadio Seaview, Belfast, Irlanda del Norte |  |
|                            |                   |     |         | Árbitro(s): Andromachi Tsiofliki            |  |

### Grupo 3
País anfitrión:  Francia
| Equipo          | Pts | PJ | PG | PE | PP | GF | GC | Dif |
| --------------- | --- | -- | -- | -- | -- | -- | -- | --- |
| República Checa | 7   | 3  | 2  | 1  | 0  | 4  | 1  | +3  |
| Irlanda         | 6   | 3  | 2  | 0  | 1  | 3  | 2  | +1  |
| Francia         | 4   | 3  | 1  | 1  | 1  | 3  | 2  | +1  |
| Hungría         | 0   | 3  | 0  | 0  | 3  | 1  | 6  | -5  |

| 19 de marzo de 2016, 17:30 | Francia     | 1:1 (1:0) | República Checa | Stade du Hazé, Flers, Francia |                            |
|                            | Rebours 22' |           | Vojtková 49'    | Árbitro(s): Tess Petersson    | Árbitro(s): Tess Petersson |

| 19 de marzo de 2016, 18:00 | República de Irlanda   | 2:1 (0:1) | Hungría     | Henry Jeanne, Bayeux, Francia |                             |
|                            | Noonan 56' · Kelly 80' |           | Vachter 26' | Árbitro(s): Hannelore Onsea   | Árbitro(s): Hannelore Onsea |

| 21 de marzo de 2016, 18:30 | Francia                                   | 2:0 (1:0) | Hungría | Estadio Louis Villemer, Saint-Lo, Francia |                                |
|                            | Lina Boussaha 20' · Marine Cochelin 90+3' |           |         | Árbitro(s): Iuliana Demetrescu            | Árbitro(s): Iuliana Demetrescu |

| 21 de marzo de 2016, 19:00 | República Checa       | 1:0 (1:0) | República de Irlanda | Stade du Hazé, Flers, Francia |                             |
|                            | Gabriela Šlajsová 80' |           |                      | Árbitro(s): Hannelore Onsea   | Árbitro(s): Hannelore Onsea |

| 24 de marzo de 2016, 18:30 | República de Irlanda | 1:0 (1:0) | Francia | Estadio Henry Jeanne, Bayeux, Francia |                            |
|                            | Kiernan 21'          |           |         | Árbitro(s): Tess Petersson            | Árbitro(s): Tess Petersson |

| 24 de marzo de 2016, 18:30 | Hungría | 0:2 (0:1) | República Checa            | Estadio Louis Villemer, Saint-Lo, Francia |                                |
|                            |         |           | Klímová 34' · Stašková 54' | Árbitro(s): Iuliana Demetrescu            | Árbitro(s): Iuliana Demetrescu |

### Grupo 4
País anfitrión:  Italia
| Equipo       | Pts | PJ | PG | PE | PP | GF | GC | Dif |
| ------------ | --- | -- | -- | -- | -- | -- | -- | --- |
| Italia       | 7   | 3  | 2  | 1  | 0  | 8  | 3  | 5   |
| Países Bajos | 6   | 3  | 2  | 0  | 1  | 4  | 2  | 2   |
| Finlandia    | 4   | 3  | 1  | 1  | 1  | 3  | 4  | -1  |
| Grecia       | 0   | 3  | 0  | 0  | 3  | 1  | 7  | -4  |

| 15 de marzo de 2016, 11:00 | Finlandia | 0:2 (0:1) | Holanda                                        | Estadio Dei Pini, Cervia, Italia |                             |
|                            |           |           | Kayleigh Van Dooren 2' · Rebecca Doejaaren 19' | Árbitro(s): Angelika Soeder      | Árbitro(s): Angelika Soeder |

| 15 de marzo de 2016, 15:00 | Italia                                                             | 4:1 (3:0) | Grecia                      | Estadio Bruno Benelli, Raverna, Italia |                              |
|                            | Benedetta Glionna 8' 20' · Sofía Cantore 19' · Alice Regazzoli 43' |           | Despoina Chatzinikolaou 54' | Árbitro(s): Liudmyla Telbukh           | Árbitro(s): Liudmyla Telbukh |

| 17 de marzo de 2016, 11:00 | Finlandia            | 1:0 (1:0) | Grecia | Stadium Massimo Soprani, San Zaccaria, Italia |                           |
|                            | Emmaliina Tulkki 70' |           |        | Árbitro(s): Cheryl Foster                     | Árbitro(s): Cheryl Foster |

| 17 de marzo de 2016, 15:00 | Holanda | 0:2 (0:1) | Italia                                  | Estadio Dei Pini, Cervia, Italia |                              |
|                            |         |           | Arianna Caruso 2' · Alice Regazzoli 76' | Árbitro(s): Liudmyla Telbukh     | Árbitro(s): Liudmyla Telbukh |

| 20 de marzo de 2016, 11:00 | Italia                                 | 2:2 (1:1) | Finlandia                             | Estadio Bruno Benelli, Raverna, Italia |                             |
|                            | Arianna Caruso 36' · Sofia Cantore 62' |           | Jutta Rantala 15' · Wilma Sjöholm 52' | Árbitro(s): Angelika Soeder            | Árbitro(s): Angelika Soeder |

| 20 de marzo de 2016, 11:00 | Grecia | 0:2 (0:1) | Holanda              | Estadio Dei Pini, Cervia, Italia |                           |
|                            |        |           | Joëlle Smits 61' 73' | Árbitro(s): Cheryl Foster        | Árbitro(s): Cheryl Foster |

### Grupo 5
País anfitrión:  Noruega
| Equipo  | Pts | PJ | PG | PE | PP | GF | GC | Dif |
| ------- | --- | -- | -- | -- | -- | -- | -- | --- |
| Noruega | 9   | 3  | 3  | 0  | 0  | 16 | 0  | +16 |
| Polonia | 4   | 3  | 1  | 1  | 1  | 5  | 6  | -1  |
| Suecia  | 4   | 3  | 1  | 1  | 1  | 3  | 8  | -5  |
| Escocia | 0   | 3  | 0  | 0  | 3  | 0  | 10 | -10 |

| 3 de marzo de 2016, 15:00 | Suecia          | 2:2 (2:2)        | Polonia                     | Ålgård stadion, Gjesdal, Noruega |                             |
|                           | Engström 5' 32' | [Report Reporte] | Eckerle 33' · Ratajczyk 38' | Árbitro(s): Silvia Domingos      | Árbitro(s): Silvia Domingos |

| 3 de marzo de 2016, 19:00 | Noruega                                                                        | 6:0 (3:0)        | Escocia | Ålgård stadion, Gjesdal, Noruega |                              |
|                           | Nautnes 26' · Huseby 40' · Linberg 42' · Haug 58' · Olsen 66' · Stenevik 80+3' | [Report Reporte] |         | Árbitro(s): Aleksandra Česen     | Árbitro(s): Aleksandra Česen |

| 5 de marzo de 2016, 12:00 | Suecia         | 1:0 (1:0)        | Escocia | Ålgård stadion, Gjesdal, Noruega |                                  |
|                           | Ovenberger 35' | [Report Reporte] |         | Árbitro(s): Alexandra Ponomareva | Árbitro(s): Alexandra Ponomareva |

| 5 de marzo de 2016, 16:00 | Polonia | 0:4 (1:0)        | Noruega                                            | Ålgård stadion, Gjesdal, Noruega |                              |
|                           |         | [Report Reporte] | Olsen 5' · Stenevik 53' · Norheim 60' · Maanum 70' | Árbitro(s): Aleksandra Česen     | Árbitro(s): Aleksandra Česen |

| 8 de marzo de 2016, 17:00 | Noruega                                                    | 6:0 (2:0)        | Suecia | Ålgård stadion, Gjesdal, Noruega |                             |
|                           | Haug 23' 42' 58' · Maanum 55' · Stenevik 57' · Linberg 60' | [Report Reporte] |        | Árbitro(s): Silvia Domingos      | Árbitro(s): Silvia Domingos |

| 8 de marzo de 2016, 17:00 | Escocia | 0:3 (0:3)      | Polonia                         | Ålgård stadion, Gjesdal, Noruega |                                  |
|                           |         | Report Reporte | Eckerle 25' 39' · Jedlińska 35' | Árbitro(s): Alexandra Ponomareva | Árbitro(s): Alexandra Ponomareva |

### Grupo 6
País anfitrión:  Serbia
| Equipo     | Pts | PJ | PG | PE | PP | GF | GC | Dif |
| ---------- | --- | -- | -- | -- | -- | -- | -- | --- |
| Inglaterra | 9   | 3  | 3  | 0  | 0  | 10 | 1  | +9  |
| Serbia     | 6   | 3  | 2  | 0  | 1  | 8  | 4  | 4   |
| Islandia   | 3   | 3  | 1  | 0  | 2  | 3  | 11 | -8  |
| Bélgica    | 0   | 3  | 0  | 0  | 3  | 1  | 6  | -5  |

| 24 de marzo de 2016, 14:00 | Bélgica                 | 1:2 (0:1) | Islandia                                      | Estadio Suvača, Pecinci, Serbia |                                |
|                            | Davinia Vanmechelen 58' |           | Hlín Eiríksdóttir 2' · Guðrún Gyða Haralz 72' | Árbitro(s): Beatriz Gil Gozalo  | Árbitro(s): Beatriz Gil Gozalo |

| 24 de marzo de 2016, 14:00 | Inglaterra                                           | 3:1 (2:0) | Serbia               | Sports Center of FA of Serbia, Stara Pazova, Serbia |                                 |
|                            | Anna Patten 40' · Ellie Brazil 59' · Anna Filbey 73' |           | Tijana Filipović 38' | Árbitro(s): Elvira Nurmustafina                     | Árbitro(s): Elvira Nurmustafina |

| 27 de marzo de 2016, 14:00 | Bélgica | 0:2 (0:1) | Serbia                                   | Estadio Karadjordje, Novi Sad, Serbia |                              |
|                            |         |           | Allegra Poljak 4' · Tijana Filipović 40' | Árbitro(s): Yuliya Larionova          | Árbitro(s): Yuliya Larionova |

| 27 de marzo de 2016, 14:00 | Islandia | 0:5 (0:4) | Inglaterra                                                                        | Sports Center of FA of Serbia, Stara Pazova, Serbia |                                 |
|                            |          |           | Niamh Charles 13' 53' · Georgia Stanway 28' · Hannah Cain 31' · Alessia Russo 39' | Árbitro(s): Elvira Nurmustafina                     | Árbitro(s): Elvira Nurmustafina |

| 29 de marzo de 2016, 14:00 | Inglaterra                             | 2:0 (1:0) | Bélgica | Estadio Suvača, Pecinci, Serbia |                                |
|                            | Ellie Brazil 40+1' · Niamh Charles 46' |           |         | Árbitro(s): Beatriz Gil Gozalo  | Árbitro(s): Beatriz Gil Gozalo |

| 29 de marzo de 2016, 14:00 | Serbia                                                              | 5:1 (4:0) | Islandia                     | Sports Center of FA of Serbia, Stara Pazova, Serbia |                              |
|                            | Allegra Poljak 3' 39' 53' · Aida Kardović 31' · Teodora Burkert 62' |           | Agla Maria Albertsdottir 65' | Árbitro(s): Yuliya Larionova                        | Árbitro(s): Yuliya Larionova |

### Ranking de los segundos puestos
El mejor segundo lugar de los 6 grupos pasará a la siguiente ronda junto a los ganadores de cada grupo. (Se contabilizan los resultados obtenidos en contra de los ganadores y los terceros clasificados de cada grupo). En esta oportunidad fue Serbia.
| Grp | Equipo       | PJ | PG | PE | PP | GF | GC | DG | Pts |
| --- | ------------ | -- | -- | -- | -- | -- | -- | -- | --- |
| 6   | Serbia       | 2  | 1  | 0  | 1  | 6  | 4  | 2  | 3   |
| 2   | Dinamarca    | 2  | 1  | 0  | 1  | 4  | 4  | 0  | 3   |
| 4   | Países Bajos | 2  | 1  | 0  | 1  | 2  | 2  | 0  | 3   |
| 3   | Irlanda      | 2  | 1  | 0  | 1  | 1  | 1  | 0  | 3   |
| 1   | Austria      | 2  | 0  | 1  | 1  | 4  | 7  | -3 | 1   |
| 5   | Polonia      | 2  | 0  | 1  | 1  | 2  | 6  | -4 | 1   |

## Fase final
Por tercera vez el número de selecciones participantes pasará de cuatro a ocho y se celebrará en Bielorrusia.
El sorteo se realizó en Minsk, Bielorrusia, el 6 de abril de 2016

### Grupo A
| Equipo      | Pts | PJ | PG | PE | PP | GF | GC | Dif |
| ----------- | --- | -- | -- | -- | -- | -- | -- | --- |
| Inglaterra  | 9   | 3  | 3  | 0  | 0  | 19 | 3  | 16  |
| Noruega     | 6   | 3  | 2  | 0  | 1  | 5  | 3  | 2   |
| Serbia      | 3   | 3  | 1  | 0  | 2  | 6  | 6  | 0   |
| Bielorrusia | 0   | 3  | 0  | 0  | 3  | 1  | 19 | -18 |

| 4 de mayo de 2016, 15:00 | Bielorrusia         | 1:5 (0:2) | Serbia | Estadio Traktor, Minsk, Bielorrusia |                            |
|                          | Karolina Zhitko 68' | Reporte   | Allegra Poljak 7' · Jovana Agbaba 30' · Miljana Ivanović 48' · Tijana Filipović 57' · Teodora Burkert 79' | Árbitro(s): Eleni Antoniou          | Árbitro(s): Eleni Antoniou |

| 4 de mayo de 2016, 15:30 | Inglaterra                                              | 3:2 (2:0) | Noruega             | Estadio Torpedo, Zhodino, Bielorusia |                           |
|                          | Niamh Charles 16' · Alessia Russo 36' · Anna Filbey 69' | Reporte   | Sophie Haug 59' 62' | Árbitro(s): Vera Opeykina            | Árbitro(s): Vera Opeykina |

| 7 de mayo de 2016, 15:00 | Serbia | 0:1 (0:0) | Noruega          | Gorodskoi Stadion, Borisov, Bielorrusia |                                 |
|                          |        | Reporte   | Frida Maanum 54' | Árbitro(s): Elvira Nurmustafina         | Árbitro(s): Elvira Nurmustafina |

| 7 de mayo de 2016, 15:00 | Bielorrusia | 0:12 (0:7) | Inglaterra | City Stadium, Slutsk, Bielorrusia |                        |
|                          |             | Reporte    | Ella Ann Toone 5' 38' · Anna Filbey 7' 19' · Alessia Russo 15' 23' · Georgia Stanway 29' · Hannah Cain 71' 75' · Grace Smith 74' 80+5' · Ellie Brazil 80+1' | Árbitro(s): Ana Aguiar            | Árbitro(s): Ana Aguiar |

| 10 de mayo de 2016, 15:00 | Noruega                            | 2:0 (2:0) | Bielorrusia | City Stadium, Slutsk, Bielorrusia |                               |
|                           | Ingrid Olsen 18' · Emilia Ruud 40' | Reporte   |             | Árbitro(s): Dimitrina Milkova     | Árbitro(s): Dimitrina Milkova |

| 10 de mayo de 2016, 15:00 | Serbia               | 1:4 (1:0) | Inglaterra                                                                       | Estadio Traktor, Minsk, Bielorrusia |                           |
|                           | Miljana Ivanović 40' | Reporte   | Georgia Stanway 47' (P) · Ellie Brazil 68' · Niamh Charles 71' · Hannah Cain 76' | Árbitro(s): Tess Olofsson           | Árbitro(s): Tess Olofsson |

### Grupo B
| Equipo          | Pts | PJ | PG | PE | PP | GF | GC | Dif |
| --------------- | --- | -- | -- | -- | -- | -- | -- | --- |
| España          | 7   | 3  | 2  | 1  | 0  | 6  | 3  | 3   |
| Alemania        | 5   | 2  | 1  | 2  | 0  | 6  | 2  | 4   |
| Italia          | 2   | 3  | 0  | 2  | 1  | 1  | 3  | -2  |
| República Checa | 1   | 3  | 0  | 1  | 2  | 0  | 5  | -5  |

| 4 de mayo de 2016, 15:30 | Italia | 0:0 (0:0) | República Checa | Gorodskoi Stadion, Borisov, Bielorrusia |                        |
|                          |        | Reporte   |                 | Árbitro(s): Ana Aguiar                  | Árbitro(s): Ana Aguiar |

| 4 de mayo de 2016, 15:30 | Alemania           | 2:2 (0:0) | España                                        | City Stadium, Slutsk, Bielorusia |                            |
|                          | Klara Bühl 44' 74' | Reporte   | Silvia Rubio 43' · Sophia Kleinherne 45' (pp) | Árbitro(s): Tess Petersson       | Árbitro(s): Tess Petersson |

| 7 de mayo de 2016, 15:00 | República Checa | 0:1 (0:0) | España             | Estadio Traktor, Minsk, Bielorrusia |                               |
|                          |                 | Reporte   | Lorena Navarro 54' | Árbitro(s): Dimitrina Milkova       | Árbitro(s): Dimitrina Milkova |

| 7 de mayo de 2016, 15:00 | Italia | 0:0 (0:0) | Alemania | Estadio Torpedo, Zhodino, Bielorrusia |                           |
|                          |        | Reporte   |          | Árbitro(s): Vera Opeykina             | Árbitro(s): Vera Opeykina |

| 10 de mayo de 2016, 15:00 | España                                    | 3:1 (2:0) | Italia                | Estadio Zhodino, Zhodino, Bielorrusia |                            |
|                           | María Blanco 10' · Lorena Navarro 29' 58' | Reporte   | Benedetta Glionna 62' | Árbitro(s): Eleni Antoniou            | Árbitro(s): Eleni Antoniou |

| 10 de mayo de 2016, 15:00 | República Checa | 0:4 (0:3) | Alemania                                      | Gorodskoi Stadion, Borisov, Bielorrusia |                                 |
|                           |                 | Reporte   | Vanessa Ziegler 7' 22' · Marie Müller 36' 51' | Árbitro(s): Elvira Nurmustafina         | Árbitro(s): Elvira Nurmustafina |

### Cuadro
|  | Semifinales         | Semifinales         |        |              | Final               | Final               |  |
|  | Zhodino, 13 de mayo | Zhodino, 13 de mayo |        |              | Borisov, 16 de mayo | Borisov, 16 de mayo |  |
|  |                     |                     |        |              |                     |                     |  |
|  |                     |                     |        |              |                     |                     |  |
|  | Inglaterra          | 3                   |        |              |                     |                     |  |
|  | Inglaterra          | 3                   |        |              |                     |                     |  |
|  | Alemania            | 4                   |        |              |                     |                     |  |
|  | Alemania            | 4                   |        | Alemania (p) | 0 (3)               |                     |  |
|  |                     |                     |        | Alemania (p) | 0 (3)               |                     |  |
|  |                     |                     | España | 0 (2)        |                     |                     |  |
|  | España              | 4                   | España | 0 (2)        |                     |                     |  |
|  | España              | 4                   |        |              |                     |                     |  |
|  | Noruega             | 0                   |        |              |                     |                     |  |
|  | Noruega             | 0                   |        |              |                     |                     |  |
|  |                     |                     |        |              |                     |                     |  |

### Semifinales
| 13 de mayo de 2016, 18:00 | Inglaterra                               | 3:4 (1:1) | Alemania                                                      | Torpedo Stadium, Zhodino, Bielorrusia |                           |
|                           | Ellie Brazil 31' · Alessia Russo 42' 77' | Reporte   | Vanessa Ziegler 29' 70' · Klara Bühl 41' · Tanja Pawollek 57' | Árbitro(s): Tess Olofsson             | Árbitro(s): Tess Olofsson |

| 13 de mayo de 2016, 13:00 | España                                                        | 4:0 (0:0) | Noruega | Torpedo Stadium, Zhodino, Bielorrusia |                           |
|                           | Silvia Rubio 48' · Natalia Ramos 71' · Lorena Navarro 73' 76' | Reporte   |         | Árbitro(s): Vera Opeykina             | Árbitro(s): Vera Opeykina |

### Tercer Puesto
| 16 de mayo de 2016, 14:00 | Noruega         | 1:2 (0:1) | Inglaterra           | Estadio Traktor, Minsk, Bielorrusia |                        |
|                           | Sophie Haug 52' | Reporte   | Niamh Charles 8' 57' | Árbitro(s): Ana Aguiar              | Árbitro(s): Ana Aguiar |

### Final
| 16 de mayo de 2016, 19:00 | España | 0:0 (2:3 pen.) | Alemania | Borisov Arena, Borisov, Bielorrusia |                            |
|                           |        | Reporte        |          | Árbitro(s): Eleni Antoniou          | Árbitro(s): Eleni Antoniou |

| Bandera de Alemania |
| Campeón Alemania    |
| Quinto título       |

## Clasificados aJordania 2016
| Alemania | España | Inglaterra |
| -------- | ------ | ---------- |